# A Love Ends Suicide
A Love Ends Suicide är ett amerikanskt metalcoreband från West Covina i Kalifornien, bildat 2004.

## Historik
Bandet bildades i West Covina, en stad ungefär tre mil öster om Los Angeles, under 2004. Medlemmar var bröderna John och Oscar Cairoli på sång respektive gitarr, Emir och Andres Abdo på elbas respektive trummor, samt gitarristen Matt Garcia. Gruppen spelade in en självbetitlad EP som släpptes samma år. Den ledde till ett skivkontrakt med independentbolaget Brand Name Records, som gav ut bandets fullängdsdebut The Cycle of Hope året därpå. Skivan imponerade så pass mycket på As I Lay Dyings sångare Tim Lambesis att denne värvade bandet till High Impact Recordings, en underetikett till Metal Blade Records. Gruppens andra studioalbum, In the Disaster, gavs ut 2006. På sommaren samma år uppträdde A Love Ends Suicide på Terrorfest i Toronto och under december spelade man som förband till Oh, Sleeper och Destroy the Runner.
Med undantag för en singel utgiven 2009 har bandet inte släppt någon ny musik, men är inte formellt upplöst.

## Bandmedlemmar
- John Cairoli – sång (2004– )
- Matt Garcia – gitarr (2004– )
- Oscar Cairoli – gitarr (2004– )
- Emir Abdo – basgitarr, sång (2004– )
- Andres Abdo – trummor (2004– )

## Diskografi

### Studioalbum
- The Cycle of Hope (2005)
- In the Disaster (2006)

### EP
- A Love Ends Suicide (2004)

### Singlar
- "New Blood" (2009)